# Tomáš Hubočan
Tomáš Hubočan (n. 17 septembrie 1985) este un fundaș slovac care joacă în prezent pentru Marseille în Ligue 1.

## Cariera pe echipe

### MŠK Žilina
Hubočan a început fotbalul la MŠK Žilina încă din tinerețe, fiind împrumutat pentru o scurtă perioadă de timp la Zlaté Moravce între ianuarie 2006 și până în iunie 2006. După încheierea împrumutului s-a întors la MŠK Žilina și a devenit unul dintre cei mai buni fundași ai Superligii Slovaciei. În sezonul 2006-2007, a câștigat Superliga Slovaciei.

### Zenit
Hubočan a semnat cu Zenit, la 11 februarie 2008, un contract pe trei ani în valoare de 3,8 milioane de euro, cea mai mare sumă plătită vreodată unui club slovac. Hubočan spera să umple locul lăsat gol în centrul apărării lui Zenit creat de colegul său, fundaș slovac Martin Škrtel, care a fost vândut la Liverpool.
Din moment ce fundașii centrali Ivica Križanac și Nicolas Lombaerts erau încă accidentați, iar fundașii Kim Dong-Jin și Roman Șirokov nu erau încă pregătiți să-și facă revenirea pe teren, Hubočan a jucat chiar în primul meci din grupele Ligii Campionilor împotriva Real Madrid pe stadionul Petrovski) la data de 30 septembrie 2008. Jucând în numai unsprezece meciuri pentru Zenit, a făcut un meci slab dând un autogol în minutul 4.
După ce a jucat doar în 22 de meciuri pe parcursul a două sezoane, Hubočan nu a mai avut încredere în fostul antrenor Dick Advocaat și Anatolî Davidov. În cele din urmă, el a revenit în primul unsprezece în 2010, sub comanda lui Luciano Spalletti, câștigând bătălia pentru postul de fundaș stânga, pe care nu era obișnuit să joace, luându-le fața jucătorilor Michael Lumb și Radek Šírl, care erau fundași stânga de meserie. Spalletti a declarat că îl vede pe Hubočan drept un jucător de viitor.
La 30 septembrie 2010, a marcat primul său gol pentru Zenit într-un mecide  UEFA Europa League împotriva lui AEK Atena.

### Trabzonspor
La 7 septembrie 2017, s-a alăturat clubului turc Trabzonspor sub formă de împrumut.

## Statistici privind cariera
Începând cu 5 mai 2018
| Club                 | Season        | Campionat              | Campionat | Campionat | Cupă    | Cupă   | Continental | Continental | Altele  | Altele | Total   | Total  |
| Club                 | Season        | Divizie                | Meciuri   | Goluri    | Meciuri | Goluri | Meciuri     | Goluri      | Meciuri | Goluri | Meciuri | Goluri |
| -------------------- | ------------- | ---------------------- | --------- | --------- | ------- | ------ | ----------- | ----------- | ------- | ------ | ------- | ------ |
| Žilina               | 2004–2005     | Superliga Slovaciei    | 2         | 0         | 0       | 0      | 0           | 0           | –       | –      | 2       | 0      |
| Žilina               | 2005–2006     | Superliga Slovaciei    | 0         | 0         | 0       | 0      | 0           | 0           | –       | –      | 0       | 0      |
| ViOn Zlaté Moravce   | 2005–2006     | 2. Liga                | 3         | 1         | 0       | 0      | –           | –           | –       | –      | 3       | 1      |
| Žilina               | 2006–2007     | Superliga Slovaciei    | 26        | 1         | 0       | 0      | –           | –           | –       | –      | 26      | 1      |
| Žilina               | 2007–2008     | Superliga Slovaciei    | 10        | 0         | 0       | 0      | 2           | 0           | –       | –      | 12      | 0      |
| Žilina               | Total         | Total                  | 38        | 2         | 0       | 0      | 2           | 0           | 0       | 0      | 40      | 2      |
| Zenit St. Petersburg | 2008          | Prima Ligă Rusă        | 11        | 0         | 1       | 0      | 2           | 0           | 1       | 0      | 15      | 0      |
| Zenit St. Petersburg | 2009          | Prima Ligă Rusă        | 11        | 0         | 1       | 0      | 1           | 0           | –       | –      | 13      | 0      |
| Zenit St. Petersburg | 2010          | Prima Ligă Rusă        | 23        | 0         | 3       | 0      | 7           | 1           | –       | –      | 33      | 1      |
| Zenit St. Petersburg | 2011–2012     | Prima Ligă Rusă        | 30        | 0         | 4       | 0      | 8           | 0           | –       | –      | 42      | 0      |
| Zenit St. Petersburg | 2012–2013     | Prima Ligă Rusă        | 24        | 0         | 3       | 0      | 9           | 0           | 1       | 0      | 37      | 0      |
| Zenit St. Petersburg | 2013–2014     | Prima Ligă Rusă        | 15        | 0         | 0       | 0      | 8           | 0           | 1       | 0      | 24      | 0      |
| Zenit St. Petersburg | 2014–2015     | Prima Ligă Rusă        | 0         | 0         | 0       | 0      | 0           | 0           | –       | –      | 0       | 0      |
| Zenit St. Petersburg | Total         | Total                  | 114       | 0         | 12      | 0      | 35          | 1           | 3       | 0      | 164     | 1      |
| FC Dinamo Moscova    | 2014–2015     | Russian Premier League | 18        | 1         | 1       | 0      | 8           | 0           | –       | –      | 27      | 1      |
| FC Dinamo Moscova    | 2015–2016     | Russian Premier League | 22        | 1         | 2       | 0      | –           | –           | –       | –      | 24      | 1      |
| FC Dinamo Moscova    | Total         | Total                  | 40        | 2         | 3       | 0      | 8           | 0           | 0       | 0      | 51      | 2      |
| Marseille            | 2016–2017     | Ligue 1                | 13        | 0         | 0       | 0      | –           | –           | 1       | 0      | 14      | 0      |
| Marseille            | 2017–2018     | Ligue 1                | 1         | 0         | 0       | 0      | 2           | 0           | –       | –      | 3       | 0      |
| Marseille            | Total         | Total                  | 14        | 0         | 0       | 0      | 2           | 0           | 1       | 0      | 17      | 0      |
| Trabzonspor          | 2017–2018     | Süper Lig              | 20        | 0         | 4       | 0      | –           | –           | –       | –      | 24      | 0      |
| Total carieră        | Total carieră | Total carieră          | 229       | 4         | 19      | 0      | 47          | 1           | 4       | 0      | 299     | 5      |

## Cariera internațională
A jucat primul meci internațional pentru Slovacia împotriva Emiratelor Arabe Unite la 11 decembrie 2006. El a făcut parte din echipa din Slovaciei pentru primul Campionat European la care echipa sa s-a calificat vreodată, cel din 2016.

## Palmares
MŠK Žilina
- Superliga Slovaciei (2): 2003-2004, 2006-2007

Zenit Sankt-Petersburg
- Pima Ligă Rusă (2): 2010, 2011-12
- Cupa Rusiei (1): 2009-10
- Super Cupa Rusiei (2): 2008, 2011